# ロイヤル・ジョンソン
ロイヤル・クリーブズ・ジョンソン(英語: Royal Cleaves Johnson, 1882年10月3日 - 1939年8月2日)は、アメリカ合衆国の政治家。所属政党は共和党。 1915年から1932年まで9期18年に渡ってアメリカ合衆国下院議員を務めた。
第一次世界大戦におけるアメリカ合衆国の参戦に反対し、ドイツへの宣戦布告決議に反対票を投じた。決議が可決され、アメリカ合衆国の第一次世界大戦参戦が決定されると、ジョンソンは議会を欠席してアメリカ陸軍に入隊。フランス戦線に配属され、戦後に殊勲十字章とクロワ・ド・ゲール勲章を受章した。

## 経歴・人物
ロイヤル・クリーブズ・ジョンソンは、アイオワ州チェロキーで生まれた。ジョンソンが1歳の時、一家はサウスダコタ州ハイド郡ハイモアに移った。1906年にサウスダコタ大学法学部を卒業し、弁護士資格を取得。地元ハイモアで弁護士活動を行い、ハイド郡州検事補やサウスダコタ州検事総長を歴任した後、1910年にはサウスダコタ州司法長官を務めた。
1914年、ジョンソンは連邦下院議員選挙に出馬。共和党予備選ではダブルスコアで対抗馬のフランク・マクナルティを破り指名を獲得し、総選挙では民主党のウィリアム・ライスを約2000票差で抑え初当選を果たした。その後、1932年選挙に不出馬を決めるまで9期連続で連邦下院議員を務めた。政界引退後はワシントンD.C.で弁護士活動を再開させた。
1939年にワシントンDCで亡くなり、アーリントン国立墓地に埋葬された。

## 第一次世界大戦
1918年、当時下院議員だったジョンソンは、第一次世界大戦に参戦し、ドイツへ宣戦布告する決議に50名以上の議員とともに反対票を投じたが、決議は可決された。ジョンソンは議会を欠席してアメリカ陸軍第313歩兵連隊に入隊し、第一次世界大戦に参戦した。1918年9月26・27日にフランスのモンフォーコンの戦い(ムーズ・アルゴンヌ攻勢)に参加した際、爆発した砲弾で負傷した。重傷を負いながらも、同様に負傷した戦友2名に付き添って後方に移動し、仲間の治療が終わるまで救急車に乗ることを拒否した。この功績により、アメリカ政府から殊勲十字章を授与され、フランス共和国からは金星付きのクロワ・ド・ゲール勲章を授与された。
1919年には設立されたばかりのアメリカ在郷軍人会の連邦憲章の制定に関わった。

## 栄典
ジョンソンは第一次世界大戦での戦闘によって、以下の勲章を受賞している。
- 殊勲十字章

- 第一次世界大戦勝利記章（英語版）(従軍星章（英語版）2個)

- クロワ・ド・ゲール勲章

その他の受賞歴は以下の通りである。
- 陸軍殊勲賞(1953年)：アメリカ在郷軍人会により死後追贈[3]。

## エポニム
- ロイヤル・C・ジョンソン退役軍人記念医療センター：サウスダコタ州スーフォールズにある退役軍人管理病院